# Blow (canção de Kesha)
"Blow" é uma canção de artista musical estadunidense Kesha, contida no seu primeiro extended play (EP) Cannibal, de 2010. A música foi lançada como o segundo single do álbum em 8 de fevereiro de 2011. Foi composta e produzida por Dr. Luke, Kool Kojak, Benny Blanco e Max Martin, com auxílio na escrita pela própria cantora juntamente com Klas Åhlund. De acordo com a intérprete, as letras da faixa representam ela mesma e seus fãs. A obra é dominantemente dos subgêneros electro-pop e dance-pop e é descrita como um "hino de festa", uma vez que retrata uma simples mensagem de querer divertir-se em um clube.
A canção recebeu avaliações geralmente mistas da mídia especializada. O gancho e a abertura da faixa foram elogiados, mas o refrão foi recebido com reações diversas; alguns avaliadores prezaram a composição por sua vibração de hino de festa, embora outros observaram ser sem inspiração e comum. O trabalho vocal de Kesha durante toda a canção também recebeu opiniões mistas, sendo que alguns resenhadores comentaram que ela era ao mesmo tempo ousada e atrevida, enquanto outros sentiram que sua personalidade estava ausente na obra. "Blow" ficou entre as dez primeiras posições das tabelas musicais nos Estados Unidos e na Austrália, tornando este o sexto single consecutivo solo da artista a obter este desempenho em ambos países; a composição conseguiu o mesmo feito na Nova Zelândia, na Bélgica e na Eslováquia. No Canadá, atingiu o pico de número doze, enquanto se manteve dentro das quarentas principais colocações nas listas de nações europeias em que entrou.
Seu vídeo acompanhante foi dirigido por Chris Marrs Piliero e lançado em 25 de fevereiro de 2011. É coestrelado por James Van Der Beek, que atua como o inimigo da cantora . O conceito simplista e humorístico do roteiro foi originalmente elaborado por Kesha e Piliero. Sua recepção pela crítica foi positiva, com a cena humorística do diálogo no meio da trama sendo destacada. A artista apresentou a canção em alguns eventos e programas de televisão como os Billboard Music Awards de 2011 e a série Victorious. A faixa também foi incluída no repertório de sua primeira turnê mundial Get Sleazy (2011).

## Escrita e divulgação

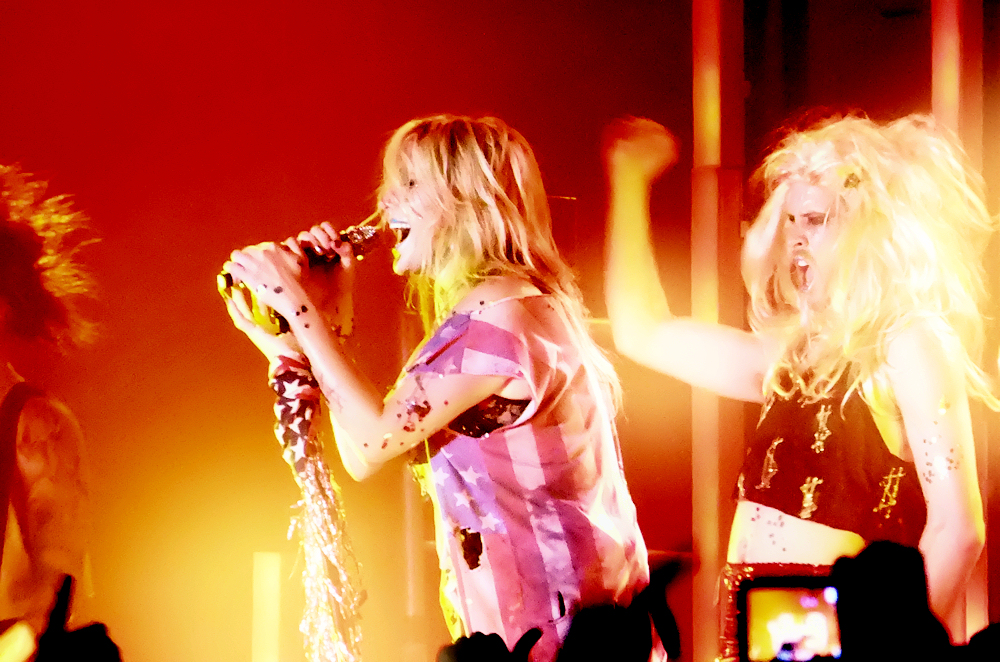
Kesha apresentando "Blow", durante a (2011), em Toronto.

"Blow" foi composta por Kesha juntamente com Klas Åhlund, Dr. Luke, Kool Kojak, Benny Blanco, Max Martin e produzida pelos quatro últimos. De acordo com a cantora a linha "Nós estamos no poder" representa ela mesma e seus fãs, que explicou durante uma entrevista à Beatweek Magazine: "Eu adoro dizer 'nós estamos no poder' na canção porque meus fãs e eu iniciamos uma seita. Somos os desajustados da sociedade mas nos unimos e estamos começando uma revolução. Estamos no poder. Então acostume-se com isso."
"Blow" foi interpretada pela primeira vez na televisão em 22 de abril de 2011, para a sitcom da Nickelodeon Victorious, no episódio, "Ice Cream For Ke$ha". O enredo trata sobre os personagens do programa competindo em um concurso para ganhar um concerto privado pela Kesha. A fim de ganhar o concurso o elenco teve que soletrar o nome da cantora através de cartas encontradas no fundo dos recipientes de sorvete. O irmão mais novo da artista, Louie Sebert também participa na trama. A obra foi divulgada ao vivo em 22 de maio seguinte, nos Billboard Music Awards de 2011. A performance iniciou com a intérprete cantando "Animal" suspensa sobre o palco em uma estrutura em forma de um diamante. No meio da apresentação, ela caiu de costas em seu grupo de dançarinos de fundo, e em seguida, transferiu para "Blow". A divulgação caracterizou canhões de glitter e dançarinos usando cabeças de unicórnio laranja.
A composição também foi incluída no repertório de sua primeira turnê mundial, intitulada Get Sleazy Tour. Para as apresentações, a cantora emergia de uma grande estrutura em forma de losango e dirigia-se até o centro do palco, onde começava a atirar canhões de glitter para o público. O rapper B.o.B. participa no remix oficial de "Blow" que foi lançado na iTunes Store em 17 de maio de 2011. O músico abre a faixa com um verso de um minuto de duração cantando sobre si mesmo, em seguida, acrescenta o tema dominante de festa na canção: "A noite começa no caixa eletrônico/Ela provavelmente não vai terminar até às oito da manhã." Na sequência Kesha proclama "Nós estamos no poder", então a música prossegue como na versão original sem a participação do cantor.

## Composição
"Blow" é uma canção dos gêneros dance-pop e electro-pop que usa uma batida sintetizadora. A música começa com um riso seguido de um comando para dançar. Quando o refrão inicia-se, os vocais de Kesha alteram-se para uma "gagueira" processada pelo Auto-Tune, enquanto repete "Este lugar está prestes a explodir" quatro vezes em um ritmo eletrônico. Durante a ponte da faixa, a artista começa a fazer rap nas linhas "Enlouqueça, enlouqueça / Jogue um pouco de glitter / Faça-o chover / Deixe-me ver as mãos deles". O uso do processador de áudio está presente na obra como melhoria de algumas partes. O número é descrito como um hino de festa e retrata uma mensagem simples de desejar se divertir em um clube. Bill Lamb, do About.com, sentiu que a letra da canção representa a "descrição dela mesma e seus fãs", referenciando os versos: "Sujeira e glitter cobrem o chão / Somos bonitos e doentes, somos jovens e estamos entediados" De acordo com Robert Copsey, da Digital Spy, o trabalho possui características semelhantes a "Satisfaction" de Benny Benassi.

## Crítica profissional
| Críticas profissionais | Críticas profissionais |
| Avaliações da crítica  | Avaliações da crítica  |
| Fonte                  | Avaliação              |
| ---------------------- | ---------------------- |
| About.com              | [ 16 ]                 |
| Digital Spy            | [ 15 ]                 |

Enquanto analisava Cannibal, Sal Cinquemani, da Slant Magazine, escreveu positivamente que "Blow" era uma indiscutível "disfêmica faixa de balada". Daniel Brockman, do The Phoenix, disse que a música era um "estouro na boate" e que Kesha retratou "uma irritante e cultural atitude malcriada" durante toda a canção referenciando à linha: "Nós estamos no poder — acostume-se com isso!"" Brockman comentou que a obra "causa um arrepio na espinha" e congratulou a produção de Dr. Luke. Jocelyn Vena, da MTV News, analisou que o single apresenta elementos comuns da cantora citando sua postura carpe diem e batidas "excitantes", mas notou que a letra também retratou um lado mais sombrio da artista: "Nós conseguimos o que queremos / Fazemos o você não faz" Scott Shetler da AOL Radio sentiu que o fornecimento lírico da intérprete era "audacioso e atrevido".
Robert Copsey, da Digital Spy, deu a pontuação máxima de cinco estrelas a faixa. Cospey sentiu que a canção representava a artista. Seu refrão foi congratulado e analisado como "ausente, robótico e estrondoso." O revisor concluiu o seu comentário declarando que "Blow" era o "Jägermeister dos singles pop: doce, potente e garante te deixar tonto horas depois." Bill Lamb, do About.com, foi misto em sua resenha da composição, pontuando-a com três de cinco estrelas. Lamb criticou a música por ser "sem inspiração e comum" alegando que havia melhores números em Cannibal que poderiam servir de divulgação. O redator relatou que a personalidade da intérprete estava em falta e que ela parecia "atenuada para se encaixar confortavelmente na nossa rádio" e que a música era a "prova de que quando você afasta a ousadia de Kesha ficamos com uma cantora relativamente comum de dance-pop." O gancho e a abertura da obra foram elogiados na publicação como "brilhante", mas o refrão foi detratado como repetitivo.

## Vídeo musical
"Acho que quanto mais você tentar chegar a uma explicação lógica para isso, mais frustrado você vai ficar. Apenas relaxe e assista. O crédito de qualquer coisa do vídeo vai para o diretor, Chris Marrs [Piliero]. Ele surgiu com o conceito, escreveu o diálogo e filmou…"

— James Van Der Beek sobre o conceito do vídeo, em entrevista ao Popwatch.

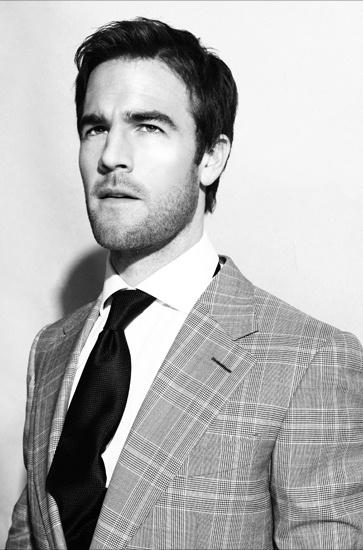
James Van Der Beek (imagem) atua como o inimigo de Kesha no vídeo musical.

O vídeo musical de "Blow" foi dirigido por Chris Marrs Piliero e lançado em 25 de fevereiro de 2011. Kesha queria que o trabalho fosse "diferente, legal e engraçado". Piliero, surgiu com um conceito de aspecto mitológico para o roteiro, dizendo: "Eu tinha essa ideia de unicórnios na minha cabeça, se eu massacrasse-os, eles poderiam sangrar arco-íris. Eu sou fã de violência e estou sempre pensando em como exibi-la amistosamente.” Ao ser entrevistado o diretor falou da colaboração com a artista, explicando seu ponto de vista sobre a produção: "Antes das filmagens começarem, tivemos algumas conversas. Ela foi categórica, você não pode se recuar da loucura; ela adorou a ideia e reforçou o fato de que realmente queria fazer cada aspecto. No estúdio, ela estava se divertindo. Foi demais trabalhar com ela, porque definitivamente não havia a sensação de que algo a incomodava. Parecia que já tínhamos trabalhado juntos antes."

Kesha usando um convidado com cabeça de unicórnio como escudo para se preteger dos tiros de Ven der Beek. Ao fundo outros unicórnios são mortos por balas perdidas, enquanto sangram arco-íris.

Abrindo com o aviso "Nenhuma criatura mitológica foi maltratada durante a produção deste vídeo", Kesha aparece sentada ao lado de dois unicórnios bebendo champanhe enquanto conversava sobre como foi eleita para o Parlamento do Uzbequistão. A música começa e a intérprete troca olhares com James Van Der Beek. Após o contato visual, os dois levantam-se e andam para a mesma direção. No meio do caminho, a cantora agarra um dos unicórnios e o beija, em seguida, tira seu sutiã e o joga fora, a seguir, Van Der Beek também arranca um sutiã de seu camisa. A canção pára e os dois dirigem-se ao centro do salão e dialogam. E então se afastam e começam a atirar lasers um contra o outro, matando múltiplos unicórnios. O ator é atingido no ombro e cai. A artista pisa no braço dele para impedi-lo de alcançar sua arma, enquanto James implora por trégua, cujo é negado por ela. No final do vídeo, é revelado que Kesha matou Van Der Beek e que montou a cabeça dele em sua parede com a leitura, "James Van Der Dead" na placa, enquanto está sentada e rindo ao lado de outros dois unicórnios.
Willa Paskin, da New York Magazine, iniciou sua resenha do vídeo, escrevendo: "Talvez seja a exaustão, talvez seja a aquiescência, talvez seja apenas tempo, mas Kesha e todo o seu glamour-desdenhado estão começando a nos encantar." Paskin também sentiu que a cantora tinha um ótimo "senso de humor". Peter Gaston, da Spin, referindo-se a artista, declarou que era capaz de "encontrar continuamente algo interessante nesta tartelete", categorizando o roteiro como "provocante". Matthew Perpetua, da Rolling Stone, publicou: "Você sabe que está em um grande vídeo, quando a primeira coisa que vê é o aviso: 'Nenhuma criatura mitológica foi maltratada durante a produção deste vídeo'." Becky Bain, do Idolator, disse que a produção incluí "a melhor cena de diálogo no meio de um vídeo de toda a história." Bill Lamb, do About.com, comentou que "Blow" contém "uns dos diálogos mais engraçados em um recente clipe." Postando também que "vídeos como este são mais um sinal de que Kesha está aqui para ficar por um tempo."

## Faixas e formatos
"Blow" foi lançada nas lojas virtuais contendo apenas a música como faixa com uma duração máxima de três minutos e quarenta segundos. O remix com a participação do rapper B.o.B. também foi comercializado digitalmente. Na Alemanha foi distribuído um CD single que contém a produção aperfeiçoada de "Sleazy" com os vocais adicionais de André 3000. Também foi editado um extended play (EP) digital com quatro faixas.
| Download digital |        |         |  |
| N.º              | Título | Duração |  |
| 1.               | "Blow" | 3:40    |  |

| Download digital de remix |                    |         |  |
| N.º                       | Título             | Duração |  |
| 1.                        | "Blow" (com B.o.B) | 4:31    |  |

| CD single da Alemanha |                           |         |  |
| N.º                   | Título                    | Duração |  |
| 1.                    | "Blow"                    | 3:40    |  |
| 2.                    | "Sleazy" (com André 3000) | 3:48    |  |

| Extended play (EP) digital do Reino Unido |                         |         |  |
| N.º                                       | Título                  | Duração |  |
| 1.                                        | "Blow"                  | 3:40    |  |
| 2.                                        | "Fuck Him He's A DJ"    | 3:40    |  |
| 3.                                        | "Blow" (Cirkut Remix)   | 4:05    |  |
| 4.                                        | "Animal" (Switch Remix) | 4:46    |  |

## Créditos
Lista-se abaixo os profissionais envolvidos na elaboração de "Blow", de acordo com o encarte do álbum Cannibal:
| - Kesha - vocal principal, composição - Klas Ahlund - composição - Dr. Luke - composição, produção, instrumentos e programação - Kool Kojak - composição, produção, instrumentos e programação - Benny Blanco - composição, produção, instrumentos e programação | - Max Martin - composição, produção, instrumentos e programação - Emily Wright - engenharia - Sam Holland - engenharia - Chris "TEK" O'Ryan - engenharia |

## Desempenho nas tabelas musicais
"Blow" foi inicialmente disponibilizada na iTunes Store como parte de divulgação da contagem regressiva para o lançamento de Cannibal, permitindo-lhe entrar na Billboard Hot 100 na edição de 4 de dezembro de 2010 no 97º posto, deixando o gráfico mais tarde. Após seu lançamento como single, reentrou na semana de 12 de fevereiro de 2011 na 96ª colocação. A música continuou subindo constantemente até atingir o sétimo lugar em 19 de março. Teve um pico de número três na tabela genérica Pop Songs, compilada pela revista Billboard. Em agosto de 2012, a faixa alcançou mais de três milhões de cópias vendidas no Estados Unidos, tornando-se a quarta canção de Kesha a conseguir este feito no país.
Na Canadian Hot 100 a faixa estreou em 5 de fevereiro de 2011 no 100º emprego. Atingindo a décima segunda colocação subsequentemente. Debutou no 12º lugar no gráfico neozelandês Recording Industry Association of New Zealand, alcançando um pico de número 8, semanas seguintes. Em abril de 2011, a composição foi certificada como disco de ouro no país por comercializar 7,5 mil cópias. Na Austrália, entrou na edição de 27 de fevereiro na 24ª posição, ocupando a seguir o valor de 10 . O single foi classificado como platina pela Australian Recording Industry Association (ARIA), ao registrar vendas de 70 mil unidades. "Blow" listou-se também no 32º posto da UK Singles Chart.
| Tabela musical (2010-11)                                      | Melhor posição |
| ------------------------------------------------------------- | -------------- |
| Alemanha - Media Control Charts                               | 39             |
| Austrália - ARIA Charts                                       | 10             |
| Áustria - Ö3 Austria Top 40                                   | 22             |
| Bélgica (Flandres) - Ultratop 50                              | 4              |
| Bélgica (Valônia) - Ultratop 40                               | 6              |
| Canadá - Canadian Hot 100                                     | 12             |
| Eslováquia - IFPI Slovenská Republika                         | 7              |
| Estados Unidos - Billboard Hot 100                            | 7              |
| Estados Unidos - Hot Dance Club Songs                         | 27             |
| Estados Unidos - Pop Songs                                    | 3              |
| Irlanda - Irish Recorded Music Association                    | 28             |
| Nova Zelândia - Recording Industry Association of New Zealand | 8              |
| Reino Unido - UK Singles Chart                                | 32             |
| Chéquia - IFPI Česká Republika                                | 36             |

| País                  | Certificação |
| --------------------- | ------------ |
| Austrália - ARIA      | Platina      |
| Nova Zelândia - RIANZ | Ouro         |

| Tabela musical (2011)              | Posição |
| ---------------------------------- | ------- |
| Canadá - Canadian Hot 100          | 57      |
| Estados Unidos - Billboard Hot 100 | 33      |

## Histórico de lançamento
"Blow" foi enviada para as estações de rádio estadunidenses em 8 de fevereiro de 2011. Lançada em seguida digitalmente na Suíça e no Reino Unido, e fisicamente na Alemanha.
| País           | Data                    | Formato          | Gravadora   |
| -------------- | ----------------------- | ---------------- | ----------- |
| Estados Unidos | 8 de fevereiro de 2011  | Rádios           | RCA Records |
| Suíça          | 25 de fevereiro de 2011 | Download digital | RCA Records |
| Alemanha       | 22 de abril de 2011     | CD single        | RCA Records |
| Reino Unido    | 22 de abril de 2011     | Download digital | RCA Records |